# Ben van Londen
Ben van Londen (Arnhem, 25 juli 1907 – Wageningen, 17 november 1987) was een Nederlandse schilder, aquarellist, lithograaf en tekenaar.

## Leven en werk
Ben van Londen volgde zijn opleiding aan de Arnhemse Academie voor Beeldende Kunsten en studeerde bij Gijs Jacobs van den Hof, Gerard van Lerven, Xeno Münninghoff en Hendrik Valk. Hij maakte studiereizen naar onder meer België, Frankrijk en Italië.
Van Londen woonde op het schip Tamalone, dat hij tevens als expositieruimte gebruikte. Na de Tweede Wereldoorlog lag het schip meestal in Wageningen bij Lexkesveer en - in de winter - bij de Grebbesluis bij Rhenen. 
Hij was lid van de kunstverenigingen Pictura Veluvensis, Artibus Sacrum in Arnhem en De Acht. Ben van Londen was een van de drijvende krachten achter een naoorlogse doorstart van Pictura Veluvensis.
Van Londen is bekend van rivierlandschappen, typerend voor hem zijn afbeeldingen van de uiterwaarden, maar hij maakte ook portretten. Van Londen gaf les in Nijmegen en Wageningen.

## Exposities
- 2012 - 'Natuur als bron van inspiratie', overzichtstentoonstelling[4]

## Werk in (openbare) collecties
- De Casteelse Poort te Wageningen
- Museum Veluwezoom in Kasteel Doorwerth
- Gemeentehuis Wageningen

## Tijdlijn
- Biografisch Portaal: 60505018
- Library of Congress Control Number: no2015023206
- RKD-Nederlands Instituut voor Kunstgeschiedenis: 50705
- Système universitaire de documentation: 23742956X
- Union List of Artist Names: 500060579
- Virtual International Authority File: 314906040
- WorldCat: E39PBJwtmHP74BP63gCGCGVV4q